# Chalcoscirtus parvulus
Chalcoscirtus parvulus är en spindelart som först beskrevs av Yuri M. Marusik 1991.  Chalcoscirtus parvulus ingår i släktet Chalcoscirtus och familjen hoppspindlar. Inga underarter finns listade i Catalogue of Life.